# 篠崎五郎

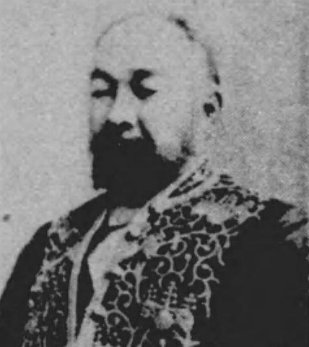
篠崎五郎

篠崎 五郎（しのざき ごろう、1848年1月21日（弘化4年12月16日） - 1909年（明治42年）8月15日）は、幕末の薩摩藩士、明治期の内務・警察官僚。官選県知事。

## 経歴
薩摩藩士の家に生まれる。薩摩国鹿児島郡鹿児島城下西田町出身。戊辰戦争において奥羽鎮撫使護衛として従軍し、羽州各地に伝令使として転戦した。
明治5年（1872年）、警視に任官。その後検事、鎮台二等大尉を歴任。1874年、台湾出兵に徴集隊指揮副長として従軍。1875年、宮崎県十三等出仕となる。以後、兵庫県二等警部、同一等警部、兵庫県少書記官、同大書記官などを歴任。
1885年4月、新潟県令に就任。1886年7月、地方官官制改正に伴い同県知事となる。当時、新潟県は全国一の町村数であったため、市制・町村制の施行に向けて「市町村制実施取調委員」を設け、町村数削減に尽力した。1889年12月26日、知事を非職となる。1891年4月、島根県知事に就任。1893年3月21日、知事を非職となる。1898年1月、愛媛県知事に就任。道路橋梁等が前年度の風水害で大きな被害を受けたため、予算編成ではそれらの大規模改修に重点を置き、新規事業は見送った。同年12月22日、依願免本官となり退官した。
その後、牛尾金山会社長となった。1909年8月、鹿児島湾桜島温泉で病死した。
なお、薩摩琵琶の振興に尽力した。

## 栄典・受章・受賞
位階
- 1885年（明治18年）6月5日 - 従五位[12]
- 1893年（明治26年）6月20日 - 正四位[13]

勲章等
- 1889年（明治22年）11月29日 - 大日本帝国憲法発布記念章[14]
- 1892年（明治25年）6月29日 - 勲四等瑞宝章[15]